# 呂永佳
呂永佳（1982年1月2日—），香港詩人、影評人。先後畢業於保良局八三年總理中學，香港浸會大學中文系（哲學博士）及香港大學教育系（中文教育）。香港電影評論學會成員。文學雜誌《月台》創辦人之一。著有詩集《無風帶》（2006）、《而我們行走》（2011），散文集《午後公園》（2009）、《天橋上看風景》（2015）、《於是送你透明雨衣》（2021）。曾任香港藝術發展局審批員（文學組）、寫作班導師、青年文學獎評判、大學文學獎、城市文學獎評判。作品曾被翻譯成英文、韓文等。

## 個人作品
1. 2006年：《無風帶》（詩集）香港：匯智出版有限公司。
2. 2009年：《午後公園》（散文集）香港：匯智出版有限公司。
3. 2011年：《而我們行走》（詩集）香港：文化工房。
4. 2015年：《天橋上看風景》（散文集）香港：文化工房。
5. 2017年：《我是象你是鯨魚》（詩集）香港：文化工房。
6. 2021年：《於是送你透明雨衣》（散文集）香港：匯智出版有限公司。

## 得獎記錄
1. 2004年中文文學創作獎文學評論組優異獎
2. 2004年香港浸會大學中文系畢業生最佳成績獎
3. 第32屆青年文學獎新詩高級組冠軍：〈空城〉
4. 第32屆青年文學獎小小說公開組優異獎：〈陳師奶〉
5. 第33屆青年文學獎新詩高級組優異獎：〈晚吹舊城〉
6. 第3屆大學文學獎散文組優異獎：〈我的飛翔〉
7. 2006年中文文學創作獎新詩組冠軍：〈而我們行走〉
8. 2006年中文文學創作獎文學評論組季軍
9. 2006年城市文學創作獎新詩組優異獎：〈第十二夜〉
10. 第4屆大學文學獎散文組冠軍：〈鐵甲人〉
11. 2008年中文文學創作獎新詩組冠軍：〈嚴冬誌〉
12. 2010年中文文學創作獎新詩組優異獎：〈天橋上看風景〉
13. 2014年中文文學創作獎新詩組亞軍：〈春花落〉
14. 第2屆李聖華現代詩青年獎（推薦獎）
15. 第12屆香港中文文學雙年獎新詩組推薦獎：《而我們行走》
16. 第5屆李聖華現代詩青年獎（首獎）

## 合集
1. 《走著瞧──香港新銳作者六人合集》(作者：李智良╱ 李維怡╱亞文諾／曾瑞明╱呂永佳╱鄭政恆)
2. 《香港·人》（匯智：2018年）

## 外部連結
- 新一代詩人：浸大畢業生呂永佳詩作奪兩獎（文匯報）
- 教師作家呂永佳：我有兩個腦（明報）（页面存档备份，存于）